# Bryonia aspera
Bryonia aspera là một loài thực vật có hoa trong họ Cucurbitaceae. Loài này được Steven ex Ledeb. mô tả khoa học đầu tiên năm 1843.